# 東方被壓迫民族會議

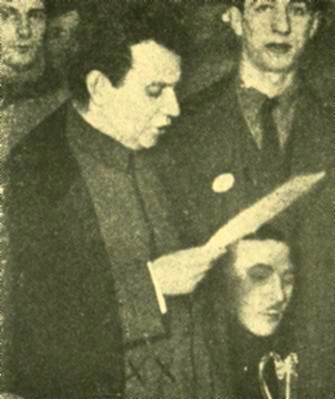
共产国际主席格里戈里·季诺维也夫在东方人民代表大会上发表了主旨演讲

第一届东方人民大会（俄语：1-й Съезд народов Востока）即又稱东方被压迫民族大会、东方各民族代表大会、东方人民代表大会，是共产国际于1920年9月在阿塞拜疆苏维埃社会主义共和国的巴库举行的一次多国会议。来自亚洲和欧洲的近1900名代表参加了这次大会，标志着共产国际開始支持东方殖民地的革命。虽然有中东和远东二十多个民族的代表参加，但此次大会主要是由俄罗斯共产党的领导人格里戈里·季诺维也夫、卡尔·拉狄克以及匈牙利革命家库恩·贝洛等人发表长篇讲话。
俄罗斯苏维埃联邦社会主义共和国領導人认识到，如果在俄罗斯苏维埃联邦社会主义共和国南邊的鄰國發動革命，会引起资本主义国家的注意，這些鄰國因此會請求资本主义国家进行干预，於是他們把目光瞄準東方殖民地。
这次會議通过了一份正式的「东方人民宣言」以及「对欧洲、美国和日本工人的呼吁」。共产国际选出了一个执行机构，负责在中东和远东地区執行共产国际的工作。雖然此次會議表明共產國際開始關注东方殖民地革命，但大会的象征意義大於實際意義。